# Hydroptila takamaka
Hydroptila takamaka är en nattsländeart som beskrevs av G. Marlier 1982. Hydroptila takamaka ingår i släktet Hydroptila och familjen smånattsländor. Inga underarter finns listade i Catalogue of Life.